# Koyuk
Koyuk és una població dels Estats Units a l'estat d'Alaska. Segons el cens del 2007 tenia 299 habitants.

## Demografia
Segons el cens del 2000, Koyuk tenia 297 habitants, 80 habitatges, i 59 famílies La densitat de població era de 24,2 habitants/km².
Dels 80 habitatges en un 53,8% hi vivien nens de menys de 18 anys, en un 35% hi vivien parelles casades, en un 18,8% dones solteres, i en un 26,3% no eren unitats familiars. En el 21,3% dels habitatges hi vivien persones soles el 2,5% de les quals corresponia a persones de 65 anys o més que vivien soles. El nombre mitjà de persones vivint en cada habitatge era de 3,71 i el nombre mitjà de persones que vivien en cada família era de 4,31.
Per edats la població es repartia de la següent manera: un 41,8% tenia menys de 18 anys, un 8,8% entre 18 i 24, un 30% entre 25 i 44, un 16,5% de 45 a 60 i un 3% 65 anys o més.
L'edat mediana era de 25 anys. Per cada 100 dones hi havia 121,6 homes. Per cada 100 dones de 18 o més anys hi havia 127,6 homes.
La renda mediana per habitatge era de 30.417 $ i la renda mediana per família de 20.625 $. Els homes tenien una renda mediana de 25.625 $ mentre que les dones 11.563 $. La renda per capita de la població era de 8.736 $. Aproximadament el 29,3% de les famílies i el 28% de la població estaven per davall del llindar de pobresa.

## Poblacions més properes
El següent diagrama mostra les poblacions més properes.